# Troy Kotsur
Troy Kotsur (* 24. července 1968, Mesa, Arizona, USA) je americký neslyšící herec. Za svou roli ve filmu V rytmu srdce (2021) získal mnoho ocenění, včetně Oscara, ceny BAFTA a Ceny Sdružení filmových a televizních herců.

## Životopis
Troy se narodil a vyrostl ve městě Mesa, v Arizoně. Od narození je neslyšící. Studoval divadlo na Gallaudetovo univerzitě, a to v letech 1987-1989. Dodatečně studoval herectví na vysoké škole ve svém rodném městě, Pierce College a American River College. V Phoenixu pracoval v KTSP-TV jako vydavatel, badatel a tlumočník.

## Divadlo
Je členem souboru v divadle Deaf West. Hrál také v Národním divadle pro neslyšící.
- Big River ... hrabě
- Orphansm Nedea
- Equus and Sleuth
- Romeo a Juliet
- Verona Circus
- Mice and Men
- Hamlet ... Hamlet/duch, Californian Arts Institution
- The Elephant Man ... Johnny Merrick, Herbergerovo divadlo, Phoenix
- The Night of January ... státní zástupce, Herbegrovo divadlo, Phoenix
- Tramvaj do stanice Touha ...
- Oliver ... , Deaf West Theatre
- The Firebugs ... Sepp Schmitz. Gallaudet University
- Ina Room Somewhere ... Kurt Paxton, Gallaudet University

## Osobní život
Je ženatý s herečkou Deanne Bray. 8. září 2005 se jim narodila dcera Kyra Monique Kotsur.

## Filmografie

### Film
| Rok  | Název                                                  | Role         | Poznámky     |
| ---- | ------------------------------------------------------ | ------------ | ------------ |
| 2007 | 23                                                     | Barnaby      |              |
| 2008 | Universal Signs                                        | Chris        |              |
| 2009 | See What I'm Saying: The Deaf Entertainers Documentary | Sám sebe     | dokument     |
| 2013 | No Ordinary Hero: The SuperDeafy Movie                 | Matt         | také režisér |
| 2016 | Wild Prairie Rose                                      | James Hansen |              |
| 2021 | V rytmu srdce                                          | Frank Rossi  |              |

### Televize
| Rok       | Název                   | Role                   | Poznámky                          |
| --------- | ----------------------- | ---------------------- | --------------------------------- |
| 2001      | Křižovatky medicíny     | Lars                   | díl: „Fix”                        |
| 2002–2005 | Sue Thomas: Agentka FBI | Troy Myers             | 5 dílů                            |
| 2003      | Doc                     | Troy                   | díl: „Rules of Engagement”        |
| 2006      | Kriminálka New York     | Dennis Mitchum         | díl: „Tichá noc”                  |
| 2007      | Scrubs: Doktůrci        | Pan Frances            | díl: „Má moudrá slova”            |
| 2012      | Myšlenky zločince       | John Myers             | díl: „The Silencer”               |
| 2019      | The Mandalorian         | Tusken Raider Scout #1 | díl: „Chapter 5: The Gundlighter” |